# Geophis nasalis
La culebra minera del café (Geophis nasalis) es una especie de serpiente que pertenece a la familia Dipsadidae. Es nativo de Guatemala y de la vertiente del Pacífico de Chiapas (México). Su rango altitudinal oscila entre 600 y 1500 m s. n. m. Es una serpiente terrestre y fosorial cuyo hábitat se compone de bosque húmedo tropical, incluyendo cafetales.